# Asi Azar
Asi Azar (engl. Assi Azar, rođen 10. juna 1979) je izraelski televizijski voditelj.

## Karijera
Azar je rođen u Holonu, u Izraelu. On je buharsko-židovskog i jemensko-jevrejskog porekla. 2005. godine je napravio dokumentarni film "Mom and Dad: I Have Something to Tell You". Njegov prvi program bio je onlajn TV emisija "KIK". U periodu 2004–2005. Azar je bio voditelj TV emisije za omladinu "Exit". Kasnije je učestvovao u emisijama "Show", "Good Evening with Guy Pines" i "The Champion: Locker Room", kao i u satiričnim emisijama "Trapped 24" i "Talk with My Agent".
Od 2013. godine, Azar je bio voditelj nacionalnog izraelskog takmičenja za Pesmu Evrovizije „HaKokhav HaBa“, zajedno sa Esti Ginsburg, i Rotemom Selom. 25. januara 2019. godine objavljeno je da će Azar biti voditelj takmičenja za Pesmu Evrovizije 2019. godine u Tel Avivu, zajedno sa Lusi Ajub, Erez Talom i Bar Refaeli. 28. januara, Azar i Ajub bili su voditelji žreba za polufinale takmičenja u Muzeju umetnosti u Tel Avivu.